# Zhangeldi
Zhangeldi (en kazajo Жангелді ауданы), en ruso Dzhangil'dinskiy) es uno de los 16 distritos en los que se divide la provincia de Kostanái, Kazajistán.

## Población
Según el censo de 1999, tenía 20 533 habitantes. Para el censo de 2009 se había dado un importante descenso de la población y se registraron 15 690 habitantes.